# 方形尖额蚤
方形尖额蚤（学名：Alona quadrangularis）为盘肠蚤科尖额蚤属的动物。分布于亚洲、欧洲、美洲、非洲以及中国大陆的广西、福建、浙江、江苏、江西、湖南、湖北、黑龙江、辽宁、陕西、云南等地，主要栖息于湖泊沿岸以及敞水区的湖底和池塘内。